# Арлекдон
Арлекдон (англ. Arlecdon) — деревня в районе Коупленд, Камбрия (Англия).

## История
Начавшаяся Промышленная революция требовала большое количество угля и железной руды. Имеющиеся источники не давали нужного количества железа и было принято решение начать разведку ресурсов. В 1850-х возле небольшого поселения Аркледон было найдено большое количество качественной гематитовой железной руды и угля. Арлекдон и окружающие его деревни — Клиатор-Мур, Фризингтон и Кикл — представляли собой лабиринты железных дорог, карьеров и шахт, в которых производились материалы для металлургических заводов в Клиатор-Мур и Уоркингтон. Благодаря стремительному развитию шахт и карьеров, в 1881 году население Арлекдона и прилегающих к нему шахтерских деревнях, достигло отметки в 6651 человека. В начале XX века железная руда иссякла, а добыча угля стала дороже, поэтому большинство предприятий и железных дорог в 1933 году были закрыты. Лишь Роура-Уайтхэвен продолжал работать, прежде чем окончательно закрылся в 1978 году.

## Церковь святого Михаила
Приблизительное основание Церкви святого Михаила датируется XII—XIII веках. По неизвестным причинам церковь находилась в разрушенном состоянии до 1776 года, когда её восстановили. В 1829 перестроили неф, в 1905 добавлена новая башня.

## Известные люди
- Джон Джексон Адамс — британский политик, пэр графства Камберленд.
- Уильям Генри Адамс — футболист.